# لاکتون
لاکتون (به انگلیسی: Lactone) در شیمی آلی، استر حلقوی است که گروه الکل و استر را در یک حلقه تجمیع نموده است.

## نامگذاری لاکتون

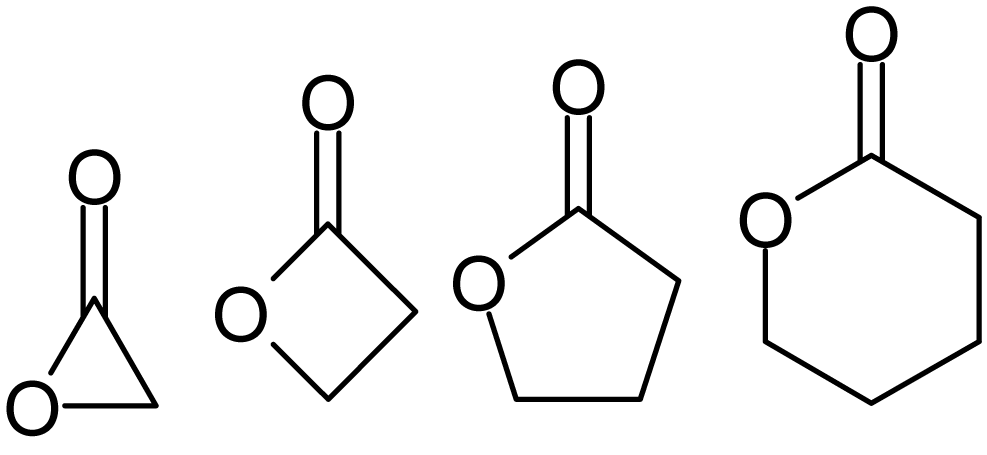
از چپ به راست: آلفا لاکتون؛ بتا لاکتون؛ گاما لاکتون؛ دلتا لاکتون

لاکتونها با یک پیشوند لاتین نامگذاری می‌شوند. این پیشوند برخاسته از تعداد کربن‌های میان گروه عاملی کربونیل و اکسیژن است:
- آلفا-لاکتون (به انگلیسی: α-lactone) دارای یک کربن میانی
- بتا-لاکتون (به انگلیسی: β-lactone) دارای دو کربن میانی
- گاما-لاکتون (به انگلیسی: γ-lactone) دارای سه کربن میانی
- دلتا-لاکتون (به انگلیسی: δ-lactone) دارای چهار کربن میانی
- اپسیلون-لاکتون (به انگلیسی: ε-lactone) دارای پنج کربن میانی